# طاجرة
طاجرة هي منطقة، تابعة اقليمياً وإداريا لبلدية قجال الكائنة بدائرة قجال الواقعة بولاية سطيف الجزائرية.